# Langue des signes de Bengkala
La Langue des signes de Bengkala (ou Kata Kolok) est une langue des signes pratiquée dans deux villages au nord de Bali en Indonésie.
La proportion de sourds y est très nettement supérieure à la moyenne depuis plus de sept générations, et s'explique probablement par présence d'un gène récessif. Sur une population de plus de 2 000 habitants, 48 étaient sourds (en 2011), soit 2,2% de la population, ce qui est un taux très élevé comparé à celui des pays occidentaux. L'ensemble de la population y apprend et pratique la langue des signes. L'école primaire du village où les enfants sourds apprennent en même temps que les entendants est la seule école intégrée à Bali. 